# Rosario Tijeras (série de televisão mexicana)
Rosario Tijeras é uma série mexicana produzida pela Azteca e Sony Pictures Televisión e exibida entre 31 de outubro de 2016 e 30 de janeiro de 2017. No final de 2017, foi anunciado a continuação para a segunda temporada com previsão de estreia para o segundo semestre de 2018, Christian Chavez é um dos nomes confirmados para formar parte do elenco em 2018.
A trama é uma adaptação da série colombiana homônina, produzida em 2010.
É protagonizada por Bárbara de Regil, José María de Tavira e Antonio Gaona. 

## Sinopse

### Primeira Temporada
Esta é a história da lendária Rosario Tijeras, uma bela guerreira de um dos bairros mais pobres e perigosos da Cidade do México. Sua beleza e nobreza contrastam com o ambiente cinzento e desolado onde ela teve que crescer. Temida por seus inimigos, adorada por seus amigos, Rosario deixa sua marca em todos os que a conhecem, mas especialmente nos dois homens do seu coração: Antonio Betancourt e Emilio Echegaray.
Antonio, um jovem arquiteto, leva desesperado Rosario morrendo para um hospital próximo. Rosario recebeu quatro balas nas mãos de um assassino. Enquanto espera que a mulher que ele ama seja salva pelos médicos, Antonio lembra como Rosario, uma adolescente bonita, com um futuro promissor, se tornou Rosario Tijeras, a assassina mais temida da cidade e uma protagonista na guerra de gangues que foi desencadeada em seu bairro.
A história de Rosario está ligada à de Antonio, que a conheceu quando ele era um estudante idealista da arquitetura. O primeiro encontro é marcado por um beijo provocativo, um beijo que Antonio não pode tirar da sua mente. Rosario torna-se sua obsessão. Ela quer encontrá-la e ajudá-la a sair do escuro mundo em que vive.
A família e os amigos de Antonio veem com maus olhos seu interesse na menina, a quem todos consideram uma selvagem. Apenas Emilio, seu melhor amigo, o apoia em suas tentativas de encontrá-la. A amizade entre Emílio e Antonio parece inabalável. Apesar de muito diferentes, eles dariam a vida um para o outro.
Os destinos de Antonio e Rosário se cruzam em várias ocasiões e o jovem cada vez mais se apaixona pela menina e pelo seu caráter indomável, sempre pronta para defender os seus entes queridos e lutar contra a injustiça.

## Elenco
- Bárbara de Regil - María del Rosario López Morales "Rosario Tijeras"
- José María de Tavira - Antonio Bethancourt
- Antonio Gaona - Emilio Echegaray
- Christian Chavez - Mateo Prieto
- Luis Alberti - Brandon López Morales
- Christian Vázquez - Ferney "Fierro"
- Daniela Soto - Delia
- Vanessa Bauche - Ruby Morales
- Hernán Mendoza - León Elías Arteaga "El Guero Arteaga
- Ariana Ron Pedrique - Paula Restrepo
- Pia Watson - Samantha
- Alexa Martin - Leticia Bethancourt
- Eduardo Victoria - Luis Enrique Bethancourt
- Sophie Gómez - Marta de Bethancourt
- José Sefami - Gonzalo González "El General"
- María Fernanda Quiroz - Yolanda
- Ariel López Padilla - Camilo Echegaray
- Hugo Albores - Cristóbal
- Rocío Verdejo - Susana
- Pakey Vázquez - Tobías
- Luz Ramos - Rocío
- Dino García - Leonardo
- Pascacio López - "El Peludo"
- Erick Chapa - Juan José
- Ruy Senderos - Damián González
- Iván Raday - "Cacho"
- Giuseppe Gamba - Sudarsky
- Palmeira Cruz - Venis
- Cristian Santin - Nemesio
- Constantino Morán - Querubín
- Christian Chávez - Guarro

## Exibição

### Brasil
Foi exibida pelo canal TNT Novelas entre 28 de abril a 18 de julho de 2025 substituindo Lady, a vendedora de rosas e sendo substituída por Aile Laços De Paixão.